# Poldis Engel
Poldis Engel ist ein deutscher Fußball-Kurzfilm von Tina von Traben aus dem Jahr 2006.

## Handlung
Die drei 12-jährigen Mädchen Rike, Betti und Pauline sind große Fans des Fußballspielers Lukas Podolski. Als sie von einem Fußballturnier erfahren, bei dem ein Original-Fußballtrikot ihres Idols mit Autogramm als Hauptgewinn winkt, beginnen sie sofort mit dem Training. Doch die Neckereien einer Jungengruppe setzen ihnen ordentlich zu. Vor allem als die drei Halbstarken auch das Geheimversteck der Mädchen am Rheinufer zerstören. 
Bei dem Turnier schlagen sich die drei Mädchen ganz gut. Aber im Finale treffen sie ausgerechnet auf die Jungen. Nur knapp können sie den Sieg erringen und die begehrte Trophäe ergattern.

## Produktion, Hintergrund
Der Film war der offizielle Kulturbeitrag der Stadt Köln zur Fußball-Weltmeisterschaft 2006 in Kooperation mit dem 1. FC Köln. Die Schirmherrschaft für das Projekt übernahm Oberbürgermeister Fritz Schramma, während der Film technische Unterstützung durch die Internationale Filmschule Köln erhielt.
Die Idee zu dem Stoff lieferten die drei Kölner Schülerinnen Betti Mai, Rike Böhlke und Pauline Raatz, die damit einen Drehbuchwettbewerb gewannen. In der Jury saßen unter anderen Lars Leese, Shary Reeves und Charlotte Roche. Anfangs lautete der Filmtitel noch Fußball schweißt zusammen. Das Drehbuch fertigte der Autor Christoph Mathieu aufgrund der Vorlage der Schülerinnen an, wobei die Vornamen der weiblichen Hauptfiguren mit denen der drei Jungautorinnen identisch blieben.
Der Titel ist eine Reverenz an Lukas Podolskis Spitznamen Poldi und die Fernsehserie Drei Engel für Charlie. 
Für den Soundtrack stellte die Band Rammstein ihren Song Sonne von ihrem Album Mutter zur Verfügung.

## Veröffentlichung
Premiere hatte der Film auf den Kölner Großbildleinwänden, die für die Public Viewings anlässlich der Fußball-WM 2006 aufgestellt wurden. Im Anschluss an die Veranstaltung wurde der Film vom WDR ausgestrahlt.